# Lady of the Night
Albums de Donna Summer
Love to Love You Baby
(1975)
Lady of the Night est le premier album de Donna Summer, sorti en février 1974, uniquement aux Pays-Bas.

## Production
Avec Pete Bellotte et Giorgio Moroder, Donna Summer enregistre un album, Lady of the Night, sorti aux Pays-Bas chez Groovy en 1974. Le single The Hostage connait un certain succès en France (n° 2), en Belgique et aux Pays-Bas (n° 1), malgré son sujet sinistre. En effet, ce morceau parle d'une femme dont le mari a été enlevé et la chanson se termine par un abrupt « The funeral is tomorrow ». Lancé ensuite en Allemagne, il est interdit de passages radio mais il devient n° 1 au milieu d’un fait divers (un enlèvement politique). 
L'album est cependant un échec. Écrit par Moroder/Bellotte et produit par Pete Bellotte, il est tout aussi sinistre que The Hostage, particulièrement la chanson-titre. Summer y chante avec sa voix naturelle des chansons de variété aux influences flamenco (Lady of the Night), folk (Born to Die), pop (Friends), country (Domino)… 
Par la suite, l'album sera réédité en 1976 aux Pays-Bas chez Prominent tandis qu’en 1977, Lady of the Night et The Hostage (1974) apparaissent sur l'une de ses multiples compilations européennes, allemande celle-ci, Star Gold (1977). Une chanson a été récupérée pour l’album suivant, Full of Emptiness (1974), la seule où Summer chante avec la voix de tête qu’on lui connaîtra par la suite. L'album est suivi du simple Virgin Mary avec Pandora's Box en face 2, paru chez Groovy en 1975 aux Pays-Bas.

## Titres
Toutes les chansons sont de Giorgio Moroder et Pete Bellotte, sauf mention contraire.

### Face 1
1. Lady of the Night – 3:58
2. Born to Die – 3:24
3. Friends – 3:31
4. Full of Emptiness – 2:26
5. Domino (Bellotte) – 3:14

### Face 2
1. The Hostage – 4:16
2. Wounded – 2:43
3. Little Miss Fit – 3:06
4. Let's Work Together Now (Bellotte) – 3:58
5. Sing Along (Sad Song) – 3:20